# محطة قطار بنتلي (جنوب يوركشاير)
محطة سكة حديد بنتلي (بالإنجليزية: Bentley railway station)‏ هي محطة سكك حديدية تخدم بنتلي في جنوب يوركشاير، إنجلترا. تقع على خط ويكفيلد وتُديرها الشركة الشمالية، التي توفر أيضًا جميع القطارات الركابية التي تخدمها. أُفتتحت في 27 أبريل 1992 من قبل السكك الحديدية البريطانية بالتعاون المالي مع الهيئة التنفيذية لنقل الركاب في جنوب يوركشاير.
كان هناك توقف خشبي سابق في مكان محطة بنتلي الحالية يُسمى "بينتلي كروسينغ"، بُني من قبل شركة السكك الحديدية في ويست رايدنج وجريمسبي. ومع ذلك، تم إغلاقه بحلول عام 1943.
الشكوى الشائعة هي عدم وجود جسر مشاة بين منصتي القطار. يتعين على الركاب عبور حاجز الطريق للانتقال من جانب إلى آخر؛ وبالتالي قد يضطرون للانتظار حتى تمر القطارات، ويمكن أن يفوتهم القطارات. خط ويكفيلد هو خط مزدحم بخدمات شركة لندن نورث إيسترن ريلواي وخدمات الشحن بالإضافة إلى عمليات شركة نورثرن.
تُعتبر بنتلي محطة مشهورة لركاب القطارات الذين يتنقلون بين ليدز وويكفيلد. تمتلك محطة بنتلي مواقف سيارات كبيرة بالنسبة لحجم المحطة، ولذلك فهي محطة مناسبة لخدمة الوقوف والانتظار للركاب الذين يتوجهون إلى دونكاستر. ومع ذلك، وربما نتيجة لمشكلة الجسر المشاة، تُعد محطة آدويك محطة ركن وانتظار مخصصة لمدينة دونكاستر.

## المرافق
المحطة غير مأهولة بموظفين وتم تجهيزها مؤخرًا (في أبريل 2018) بجهاز بيع تذاكر عند مدخل موقف السيارات المجاور للمنصة رقم 2 في اتجاه الشمال. ومع ذلك، يقبل هذا الجهاز فقط المدفوعات بواسطة البطاقة، ويُصدر أيضًا إشعارات بالدفع على متن القطار، بالإضافة إلى الإعلان عن توفر خدمة تذاكر الكترونية عبر تطبيق خاص للجوال. هناك أيضًا أماكن مأوى للإنتظار وشاشات رقمية تعرض معلومات حالة القطارات ولوحات إعلانات جداول الأوقات على كل منصتي المحطة. يتوفر أيضًا معلومات حول تشغيل القطارات عبر الهاتف. يتاح الوصول دون الحاجة للتسلق إلى كلا المنصتين عبر عبور مستوٍ.

## الخدمات
هناك قطاران في الساعة في كل اتجاه من المحطة خلال أيام الأسبوع، جنوباً إلى دونكاستر وشمالاً إلى أديك. يستمر أحد الخدمات الجنوبية إلى ميدوهول وشيفيلد (في أوقات النهار من الاثنين إلى السبت فقط)، في حين يتجه قطار واحد في الساعة إلى الشمال إلى ويكفيلد ويستغيت وليدز.

## معرض الصور

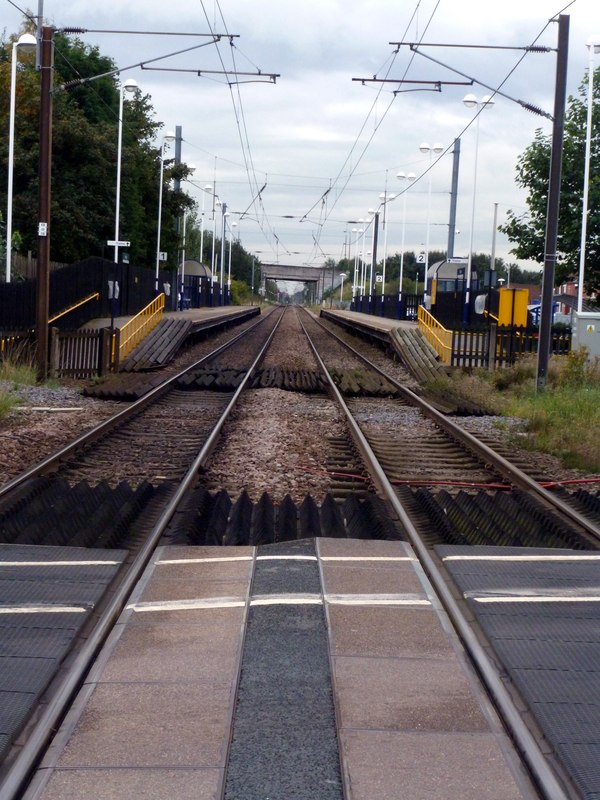
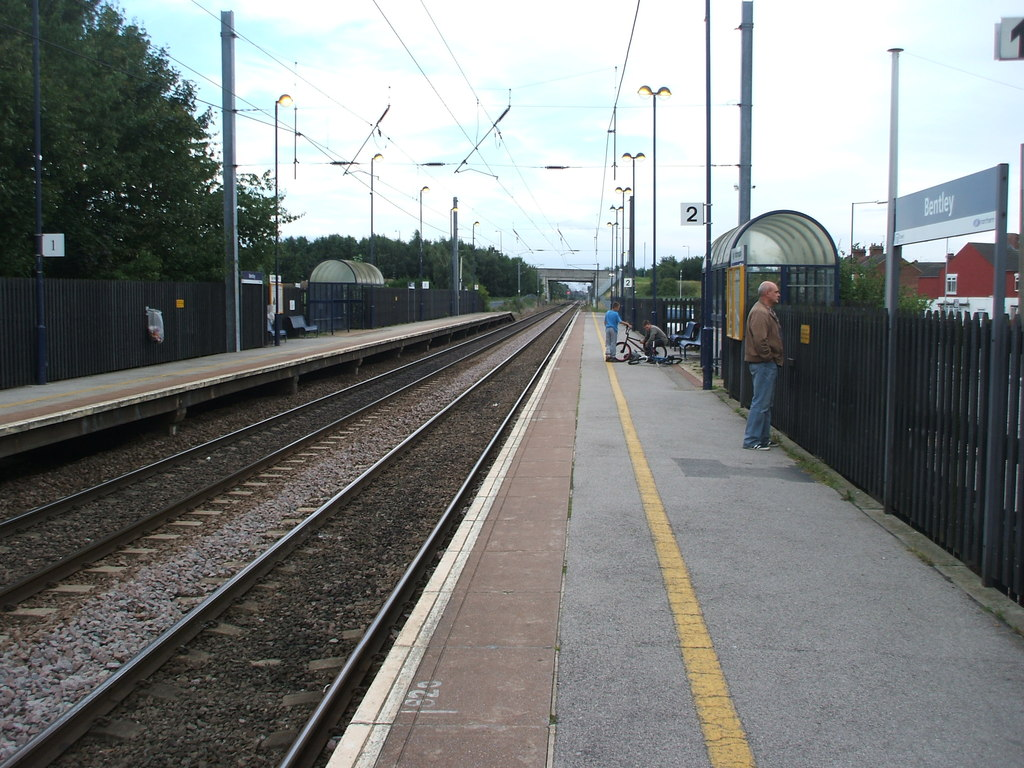
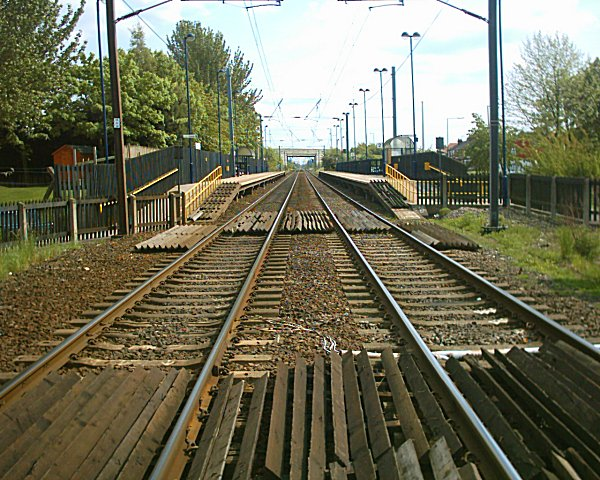
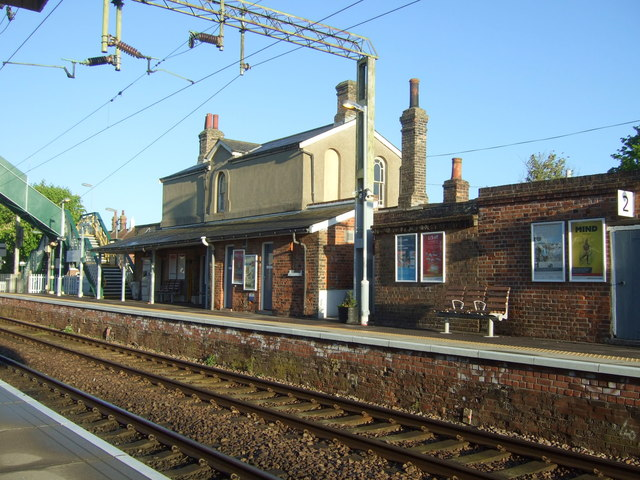
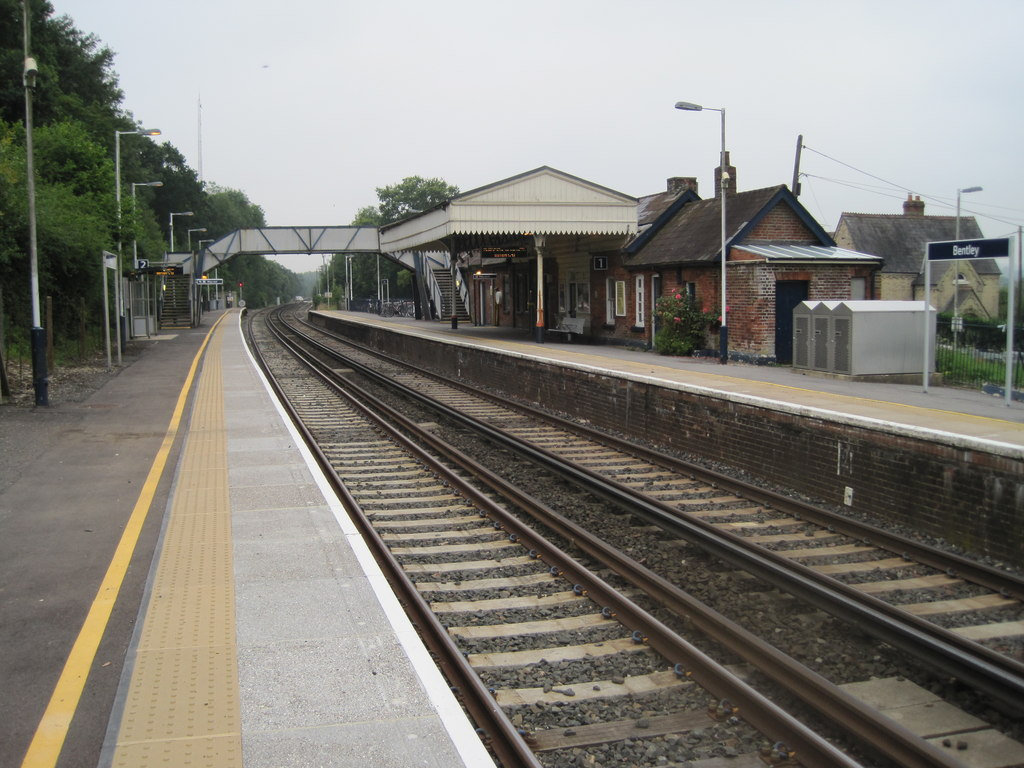
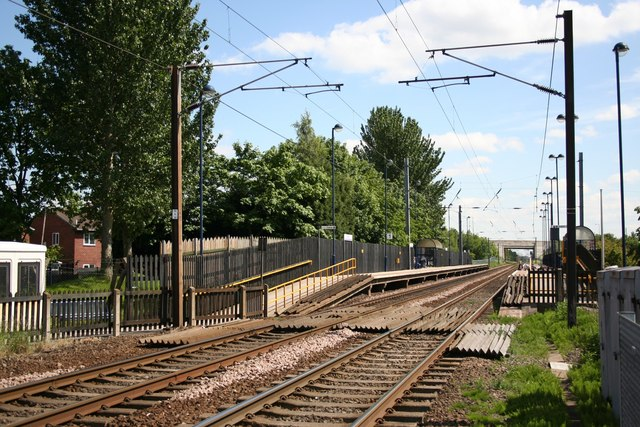
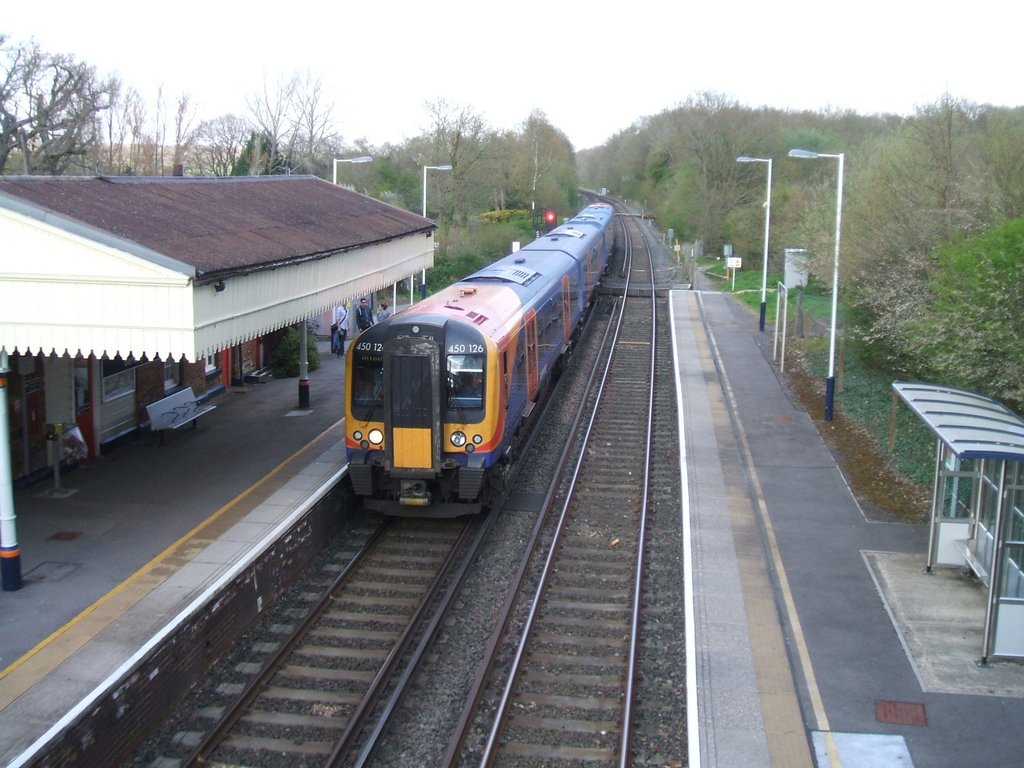